# Orfeón Pamplonés
El Orfeón Pamplonés / Iruñeko Orfeoia es una institución musical de la ciudad de Pamplona (España). Constituida como una asociación civil sin ánimo de lucro desde 2004 figura en el registro de Entidades de Utilidad Pública. En su categoría es considerada como una de las entidades musicales más antiguas y vivas de Europa. A lo largo de su trayectoria ha recibido galardones como las Medallas de Oro de Navarra y de Pamplona, la Corbata de Alfonso X el Sabio, el Premio Príncipe de Viana de la Cultura o las Medallas de Plata y de Oro al Mérito en las Bellas Artes del Ministerio de Cultura.

## Historia

### Orígenes (1865-1887)

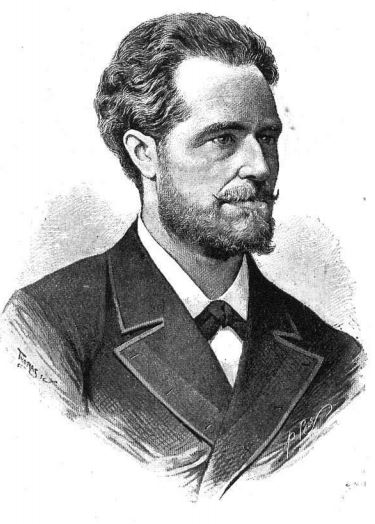
El tenor Julián Gayarre (1844-1890)

La historia del Orfeón Pamplonés se remonta al 19 de marzo de 1865 cuando once socios suscriptores, presididos por Conrado García, crean en Pamplona una Sociedad Coral titulada Orfeón Pamplonés con objeto de "enseñar música gratuitamente a los artesanos que lo soliciten y sean admitidos". El director de aquel primer Orfeón, en el que llegaría a cantar el jovencísimo tenor Julián Gayarre, fue el compositor, organista y profesor de música Joaquín Maya, siendo el subdirector Mariano García.
Desde los orígenes del Orfeón Pamplonés las sucesivas Juntas Directivas estaban formadas por hombres ilustres, intelectual y socialmente, de la sociedad pamplonesa siendo Jacinto Campión presidente y Serafín Mata y Oneca como secretario. Durante estos años son designados Socios Honorarios del Orfeón personajes destacados del mundo musical como Joaquín Gaztambide, Emilio Arrieta, Hilarión Eslava, Juan Guelbenzu o Dámaso Zabalza.
1873 es la fecha en se pone el final a este primer Orfeón por motivos fundamentalmente económicos. Según las actas de las reuniones "el escaso número de socios no permite seguir sufragando los gastos más precisos". Estos años coinciden con la tercera guerra carlista (1872-1876) factor que la Enciclopedia Navarra reseña como causa también de la disolución.
El 6 de noviembre de 1881 un grupo de personalidades procedente de la élite social e intelectual pamplonesa reorganiza el extinto Orfeón Pamplonés siguiendo la moda de los ateneos, pasándose a llamar Ateneo Orfeón Pamplonés. En los programas, conviven las actuaciones musicales con otras literarias como charlas y conferencias, recitación de poemas, teatro e incluso magia. El director musical del Ateneo Orfeón Pamplonés será Fidel Maya y el literario Serafín Mata y Oneca.
En 1885 se suspende indefinidamente esta agrupación, por falta de asistencia a ensayos, ratificándose y disolviéndose definitivamente dos años después.

### Primera Etapa (1890-1948)

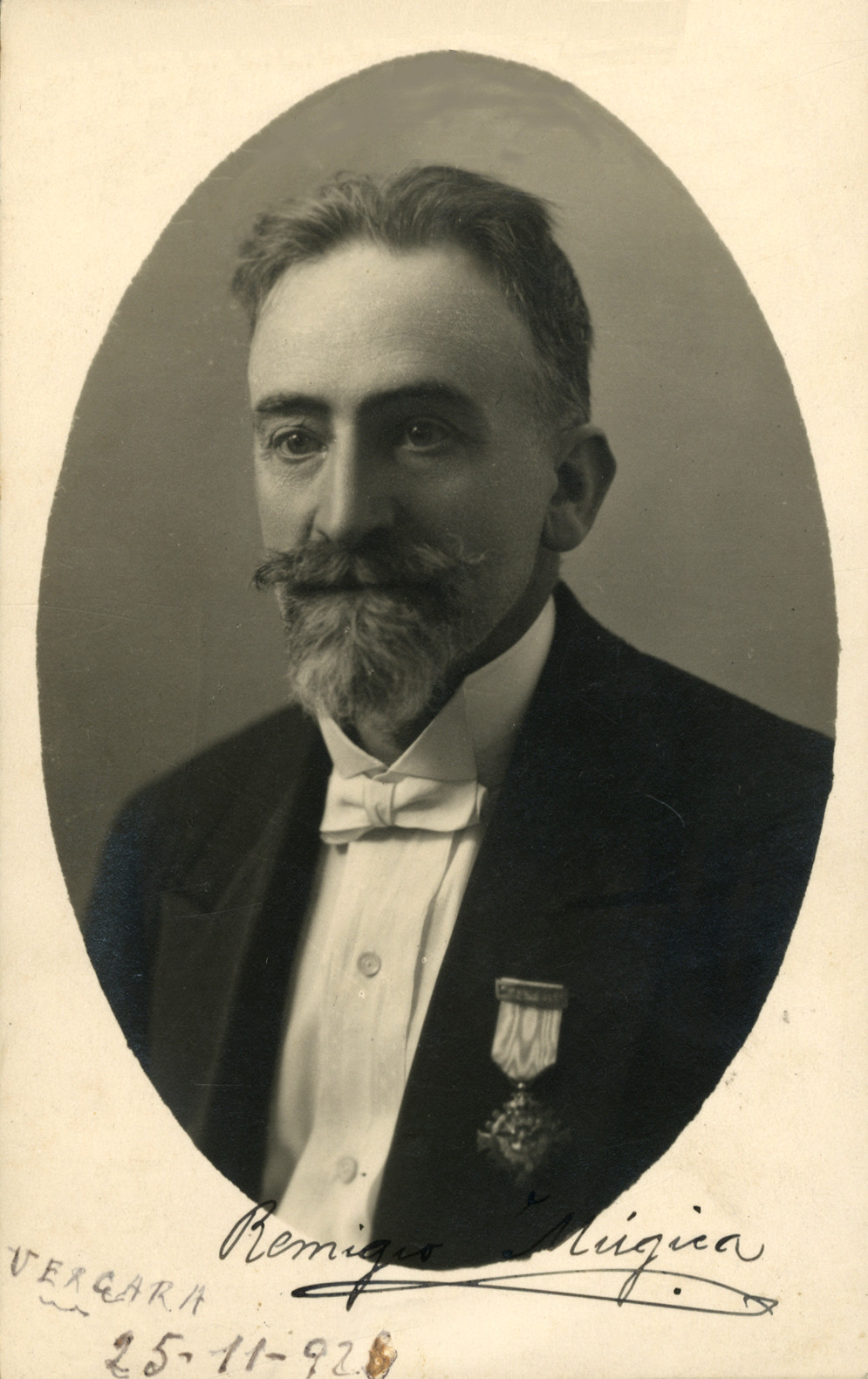
El músico y tenor Remigio Múgica (1866-1959)

De una comisión reorganizadora, presidida por Fidel Maya, surgirá el definitivo Orfeón Pamplonés el 28 de agosto de 1890. La primera decisión de esta nueva junta será la de nombrar Presidente Honorífico a Pablo Sarasate, amigo, asesor, y máximo colaborador de la Sociedad. 
No obstante el Orfeón queda plenamente consolidado una vez que accede a la dirección artística el 27 de marzo de 1891 Remigio Múgica, al ganar el Concurso Internacional de Orfeones, Bandas y Charangas de Bilbao en agosto de 1892. Desde entonces la actividad del mismo ha permanecido ininterrumpidamente hasta la actualidad. Bajo su dirección artística el Orfeón se convierte en un gran coro a la manera de las grandes formaciones corales de ciudades europeas que, durante el siglo XIX, se inscribían dentro de las sociedades filarmónicas ya denominadas orfeones, inicialmente integrados solo por voces masculinas (Coro de Hombres y, en ocasiones, Coro de Niños).
La mujer estará presente casi desde los orígenes en el Orfeón participando en ocasiones especiales (como en los coros de zarzuelas o galas líricas). Esta presencia femenina se consolida cuando en 1903 se constituye el llamado Coro de Señoritas convirtiendo al Orfeón Pamplonés en pionero en la creación de coros mixtos en España. La incorporación de las voces femeninas supondrá un gran avance al poderse acometer repertorios sinfónicos de gran envergadura. En 1906, ya como coro mixto, actúa en la Boda del Rey Alfonso XIII con doña Victoria Eugenia de Battenberg.
En 1919 el Orfeón Pamplonés participa por última vez en un concurso de Orfeones, el de Bilbao, certamen que gana.
A partir de los años 20 emprende una carrera artística insólita para la época interpretando obras que en España no habían sido estrenadas como la Misa Solemnis de Beethoven o la Misa en Si menor de J.S. Bach.
Bajo la batuta del maestro Múgica y con Fernández Arbós al frente de la Orquesta Sinfónica de Madrid se inician importantes colaboraciones musicales. En el año 1927 el Orfeón y la OSM de Arbós participan en el Centenario de la Muerte de Beethoven con una serie de conciertos en el Monumental Cinema de Madrid.
En el año 1928 el compositor francés Maurice Ravel dirige al Orfeón Pamplonés para interpretar sus Tres obras para coro: Nicolette, Trois oiseaux du paradis y Ronde (1915).
Durante los años siguientes, y a pesar de los avatares políticos que sufre España, incluida la Guerra Civil (1936-1939), se consigue mantener un coro moderno, introduciéndose repertorios desconocidos como los de música antigua como obras compuestas por Tomás Luis de Victoria o Francisco Guerrero.

### Segunda Etapa (1948-1973)
Tras el fallecimiento de Remigio Múgica su legado artístico y de colaboraciones será tal que permite al Orfeón aumentar su trayectoria ascendente y, bajo la dirección de cuatro grandes maestros (Martín Lipúzcoa, Juan Eraso, Pedro Pírfano y Carmelo Llorente) consolidarse como un coro de referencia en España alcanzando la internacionalización. El Orfeón participa durante estos años en los grandes festivales nacionales y europeos y el repertorio se amplía, interpretando y estrenando música de vanguardia.
Al período de esplendor y prestigio del fundador sigue el de su sucesor, Martín Lipúzcoa, que dirige al Orfeón en una época (1948-1956) en la que se convierten en habituales los conciertos en Madrid, Barcelona, Valladolid, País Vasco, ampliándose el radio hacia Palma de Mallorca o Portugal. Se va conformando un repertorio específico, que se convertirá en repertorio estable y clásico en el Orfeón: los Réquiems de Mozart, Brahms, Verdi y Fauré, las Pasiones de Bach y la Sinfonía nº 9 de Beethoven. La creación del Cuarteto Vocal Solista (formado por orfeonistas) aumentará las solicitudes a un coro cuya solista contralto Sagrario Aramburu compartirá escenario con las grandes figuras de la época.
Juan Eraso será el siguiente director del Orfeón (1956-1960), en los que inculca un estilo propio dentro del campo coral, con una impostación más moderna y un perfeccionamiento vocal que llevarán al conjunto a interpretar multitud de conciertos a capela. Durante esta etapa se incrementan los conciertos realizados en auditorios franceses: Saint Emillion, Burdeos, Toulouse, Bayona o París donde el coro interpreta la Misa Mozárabe y se graba la Misa Ducal de Cristóbal Halffter. Esta grabación propiciará una fructífera colaboración entre el Orfeón y Halffter que será nombrado Director Honorífico de la institución.
Pedro Pírfano será el siguiente director artístico (1960-1967). Durante sus siete años Pírfano llevará al Orfeón a los grandes festivales musicales, nacionales e internacionales. Con él, el coro participa en el prestigioso festival Gubelkian (Portugal) con obras como la Novena Sinfonía o la Misa Solemnis de Beethoven, en el Mayo Musical (Burdeos), en el Festival de la Rochelle, o el Festival Internacional de Música y Danza de Granada. Durante estos años el Orfeón viaja a Holanda, con Willem Van Oterloo como director de la Orquesta de la Residencia de La Haya, y a Portugal, con Lorin Maazel al frente de la Orquesta Sinfónica Nacional de Lisboa. Musicalmente hablando se considera que Pírfano fue innovador y atrevido, estrenándose obras de autores navarros, obras de polifonistas renacentistas españoles, y por primera vez en España autores como Stravinsky y Hindemith. Pedro Pírfano abre para el Orfeón un repertorio de vanguardia, además de continuar con las grandes obras sinfónico corales, que compaginará con el folklore popular. Durante estos años, el Orfeón recorre Navarra y participa en innumerables conciertos de corte folklórico con bandas, grupos de danzas y grupos de chistularis.
Bajo la dirección de Carmelo Llorente (1967-1973) se inicia un periodo continuista, manteniéndose el repertorio y colaboraciones de la época precedente, así como la presencia en festivales de prestigio como Gubelkian. En 1969, un año después de su estreno mundial en Nueva York, se estrena en España la Cantata de los Derechos Humanos (Yes, Speak Out, yes) de Cristóbal Halffter. El Orfeón interpreta en estos años por primera vez obras como la Sinfonía nº 8 de Mahler y el Oratorio Elías de Mendelssohn.

### Tercera Etapa (1973-1993)
Una nueva etapa se configura en torno a la figura de José Antonio Huarte, quien fuera nombrado en 1966 Subdirector, en 1967 Director Adjunto y Director artístico entre 1973 y 1993. El Orfeón participa en el gran auge de los festivales de verano internacionales: Estrasburgo, Montpellier, Aviñón y Orange, así como en París en la "Salle Pléyel", en el "Mayo Musical" de Burdeos, en Oporto y en Lisboa, entre otros lugares.
En España, el Orfeón actúa en las grandes salas y teatros: Palacio de la Música Catalana de Barcelona, Auditorio Nacional de Música y Teatro Real de Madrid, Teatro de la Maestranza de Sevilla, Teatro Arriaga de Bilbao, Teatro Victoria Eugenia de San Sebastián, Palacio de Carlos V de Granada y en distintos auditorios y festivales de Santander, Vitoria, Cuenca, Santiago de Compostela, Valencia, Palma de Mallorca y, por supuesto, Pamplona.
Con motivo de la celebración de su centenario, tomando como fecha la obtención del primer premio internacional (Concurso Internacional de Orfeones de Bilbao de 1892), la entidad recibe una serie de reconocimientos oficiales y galardones. El Ministerio de Cultura le otorga la Medalla de Oro al mérito en las Bellas Artes y recibe el Premio Príncipe de Viana de la Cultura de manos del Príncipe Don Felipe de Borbón.

### Cuarta Etapa (1993-2005)
Se cierra bajo la dirección de José Antonio Huarte un periodo de esplendor al que seguirán unos años marcados por una serie de maestros, cuya presencia en el Orfeón será breve. Con tres directores (Juan Carlos Múgica, 1992-1996, Koldo Pastor, 1996-1997 y Pascual Aldave, 1997-1998) el Orfeón entra en un proceso de redefinición, tanto de la institución como del rumbo artístico de la misma. Estos maestros aportarán novedades técnicas y de repertorio, y estrenarán obras propias, al tratarse de directores provenientes del mundo de la composición. Con ellos el público navarro podrá escuchar la vanguardia musical de producción propia. Tras décadas en la cima sinfónico-coral, el Orfeón se sume en un proceso de redefinición, traducido en sucesivos cambios de dirección artística, donde cada maestro aportó sus cualidades y matices.
Alfonso Huarte (1998-2005) es el primer maestro que cuenta con un equipo profesional de gerencia. En este periodo se produce una renovación integral de la Institución, tanto en su estructura como en el coro, que ha hecho posible que el Orfeón Pamplonés vuelva a introducirse en los escenarios más destacados: Festivales Internacionales (Perelada, en Alemania va a la Ruhrtrienalle, Quincena Musical de San Sebastián), Auditorio Nacional de Música, Kursaal, Euskalduna, Príncipe de Asturias o Baluarte.

### Quinta Etapa (2005-actualidad)
Con Igor Ijurra como director del Orfeón Pamplonés desde 2005, el coro comienza una trayectoria ascendente en la que se afianza la relación con las orquestas sinfónicas nacionales como la Orquesta Sinfónica de Madrid, Orquesta Sinfónica de Barcelona y Nacional de Cataluña, Orquesta Sinfónica de Bilbao, Sinfónica de Euskadi, Sinfónica de Valencia, Orquesta Sinfónica del Principado de Asturias, Orquesta Sinfónica de Castilla y León, Real Filharmonía de Galicia, Sinfónica de Navarra. Así mismo comienza a trabajar con orquestas del ámbito internacional como Orquesta del Teatro Mariinsky de San Petersburgo (en noviembre del 2009 y octubre de 2010), Orquesta New York Philharmonic (junio de 2012), Philharmonia Orquesta (septiembre de 2013), Orquesta Nacional de Burdeos (septiembre de 2013) o la Orquesta del Capitolio de Toulouse (diciembre de 2013) .
Además de retomar proyectos especiales de ópera (La Bohème, con José Miguel Gómez Martínez y Ainhoa Arteta en febrero de 2009), o el espectáculo que, junto con la Fura dels Baus, ha arrancado en la Quincena Musical Donostiarra 2009 con la obra Carmina Burana, de Carl Orff, que llevará en las próximas temporadas por algunos de los principales auditorios europeos. El Orfeón ha interpretado la Sinfonía nº 8 de Mahler con la orquesta del teatro Mariinsky, bajo la dirección de Valéry Guérguiyev, al lado de su Escolanía y el coro Amici Musicae de Zaragoza.
El Orfeón ha actuado en estos últimos años con directores como Rafael Frühbeck de Burgos (Sinfonía nº 9 en el Auditorio Nacional, 2008, Carmina Burana de Orff y La Atlántida de Falla en Lincoln Center, 2012), Valéry Guérguiyev (Sinfonía nº 8 de Mahler, 2009), Esa- Pekka Salonen (Romeo y Julieta, 2013), Juanjo Mena (Elías de Felix Mendelssohn, 2008), Antoni Ros-Marbá (Un réquiem alemán de Johannes Brahms, 2007), Maximiano Valdés (Réquiem de Giuseppe Verdi, 2007), Aldo Ceccato (Missa Solemnis, 2005), o Alejandro Posada (Alexander Nevsky de Serguéi Prokófiev, en 2006 y el Réquiem de Verdi en 2009).
Con Ijurra, el Orfeón actúa por primera vez fuera de Europa al participar en 2007 en el Forum Internacional de las Culturas en Monterrey, que les lleva a una gira por México con actuaciones en Guadalajara, Puebla y el Palacio de Bellas Artes en México Distrito Federal.
El Orféon se convierte en octubre del 2010 en el primer coro español en actuar en el auditorio Carnegie Hall, junto a Valéry Gergiev y la orquesta Mariinsky. En este año, el Orfeón Pamplonés recibe la Medalla de Oro de Navarra.
En 2012 actúa en Lincoln Center con Rafael Frühbeck de Burgos y la New York Philharmonic Orchestra con "La Atlántida" de Falla y "Carmina Burana", de Orff, cosechando un gran éxito de público y crítica en medios como 
The New York Times.
El Orfeón recibe también en 2012 el Premio otorgado por la Asociación de la Prensa, por su papel divulgador de la música coral y por su calidad de embajador de Pamplona y Navarra.
Con "Carmina Burana" comparte un espectáculo con la Fura dels Baus, que escenifica la obra con una fuerte carga audiovisual. Se ha llevado con éxito a auditorios como Baluarte, Kursaal o Teatro Campoamor, a Les Nuits de Fourvière de Lyon y el Festival Internacional de Canarias. Ha sido dirigido por Zubin Mehta, con la orquesta y coro del Mayo Musical Florentino, y recientemente se ha llevado a Chile, donde más de diez mil personas han podido disfrutarlo.
En el año 2014, el Orfeón Pamplonés es requerido por la televisión FRANCE 3 para realizar un concierto en directo en el teatro romano Antique de Orange, para el programa 'Musiques en fête'. La cota de audiencia alcanzó los 4 millones y medio de telespectadores.
El 1 de agosto del 2015 es el primer coro español invitado a cantar en los PROMS londinenses bajo la batuta de Juanjo Mena , con la BBC London Philharmonic  , interpreta la Misa en Fa de Bruckner y el concierto es retransmitido en directo por la BBC. Actuó en el emblemático Royal Albert Hall.
Dentro de la temporada de Ibermúsica y con motivo de su 150 aniversario que se produjo en el año 2015 el Orfeón Pamplonés realizó una gira por Europa de la mano del director Vladimir Jurowski y la London Philharmonic Orchestra. Interpretó el Requiem de Verdi en Londres en el Royal Festival Hall, París Théâtre des Champs-Élysées, Madrid en el Auditorio Nacional y Pamplona en el Baluarte.
En el 2018 se convierte otra vez en el primer coro español invitado para cantar en el festival de las Noches Blancas de San Petersburgo. Interpreta a Berlioz y Brahms. En concreto; LA DAMNATION DE FAUST y EIN DEUTSCHES REQUIEM respectivamente. 
En el 2023 el Orfeón se aventura a trabajar diferentes estilos de música no tan sinfónicos como acostumbra y de este modo se adentra en el clasicismo de Haydn con su Shöpfungsmesse junto a la prestigiosa orquesta holandesa Siglo XVIII, bajo la dirección de Daniel Reuss. También se atreve a ser dirigido por uno de los mejores directores de música barroca del mundo Masaaki Suzuki fundador del Bach Collegium Japan . Y nuevamente vuelve a cambiar de estilo como se verá a continuación.
En el 2020 se cumplían 50 años desde que se interpretó en España por primera vez la Octava sinfonía de Mahler. Este hecho ocurrió en el Festival de Granada y allí se unieron el Orfeón Pamplonés y el Orfeón Donostiarra junto a la Orquesta Nacional de España para realizar algo inusitado hasta entonces. Fue algo espectacular para los afortunados que pudieron disfrutarlo en el Palacio de Carlos V. Pues bien, en el 2020 estaba previsto reeditar con el mismo elenco la sinfonía octava pero desgraciadamente la pandemia hizo que dicho evento no se produjera. 
Pero los sueños de repetir el acontecimiento no cayeron en saco roto y la efemérides se produjo tres años más tarde. De esta manera, en julio del 2023 se unen, esta vez, cuatro grandes coros españoles para interpretar la Octava en el Auditorio Nacional: el Orfeón Pamplonés, el Orfeón Donostiarra, el coro de la Comunidad de Madrid y el coro Nacional. La orquesta volvió a ser también la Orquesta Nacional de España bajo la batuta de David Afkham. El concierto fue un éxito absoluto de público y de crítica.
En agosto del 2023 en la Quincena Musical Donostiarra podrán escuchar nuevamente la Octava de Mahler (esta vez sólo con los dos Orfeones como coro) quienes no hayan podido conseguir entradas para el Auditorio Nacional. 

## Directores
Esta es la relación de directores que ha tenido el Orfeón Pamplonés desde su creación:
- Joaquín Maya (1965-1873)
- Fidel Maya (1881-1887 y 1890-1891)
- Remigio Múgica (1891-1948)
- Martín Lipúzcoa (1948-1956)
- Juan Eraso (1956-1960)
- Pedro Pírfano (1960-1967)
- Carmelo Llorente (1967-1973)
- José Antonio Huarte (1973-1993)
- Juan Carlos Múgica (1993-1996)
- Koldo Pastor (1996-1997)
- Pascual Aldave (1997-1998)
- Alfonso Huarte (1998-2005)
- Igor Ijurra (2005-actualidad)

## Presidentes
- Conrado García (19 de marzo de 1865 - 8 de enero de 1866)
- Jacinto Campión y Olave (8 de enero de 1866 - 19 de enero de 1873 )
- Jacinto Campión y Olave (6 de noviembre de 1881 - 1883)
- Manuel Gil y Bardají (10 de junio de 1883 - 16 de enero de 1884)
- Juan Lizarraga (16 de enero de 1884 - 16 de enero de 1885)
- Serafín Mata y Oneca (16 de enero de 1885 - 20 de enero de 1885)
- Florencio Ansoleaga (20 de enero de 1885 - 24 de julio de 1887)
- Fidel Maya (preside Comisión Organizadora) (28 de agosto de 1890)
- Juan Sanmartín (28 de agosto de 1890 - 8 de mayo de 1892)
- Nemesio Aramburu (8 de mayo de 1892 - 1 de octubre de 1892)
- Miguel Echarri (1 de octubre de 1892 - 1 de octubre de 1893)
- Santiago Benito (1 de octubre de 1893 - 29 de octubre de 1893)
- Miguel Echarri (29 de octubre de 1893 - 22 de enero de 1896)
- Nemesio Aramburu (22 de enero de 1896 - 30 de septiembre de 1896)
- Joaquín Zubiría (30 de septiembre de 1896 - 30 de septiembre de 1900)
- Miguel Echarri (30 de septiembre de 1900 - 21 de octubre de 1901)
- Teodoro Navaz (21 de octubre de 1901 - 31 de marzo de 1902)
- Joaquín Zubiría (31 mar 1902 - 14 de mayo de 1902)
- Feliciano Ariz (14 de mayo de 1902 - 27 de agosto de 1902)
- Joaquín Zubiría (27 de agosto de 1902 - 20 de octubre de 1902)
- Arturo Saravilla (20 de octubre de 1902 - 28 de enero de 1903)
- Jorge Fernández (28 de enero de 1903 - 20 de febrero de 1906)
- Nemesio Aramburu (20 de febrero de 1906 - 7 de enero de 1907)
- Jorge Fernández (7 de enero de 1907 - 14 de octubre de 1907)
- Antonio Millor (14 de octubre de 1907 - 23 de octubre de 1908)
- Baldomero Zulategui (23 de octubre de 1908 - 17 de enero de 1911)
- Francisco Javier Arraiza (17 de enero de 1911 - 29 de enero de 1915)
- Baldomero Zulategui (29 de enero de 1915 - 17 de enero de 1920)
- Mariano Arteaga (17 de enero de 1920 - 20 de enero de 1923)
- Jesús de Aranzadi (20 de enero de 1923 - 18 de enero de 1925)
- Mariano Arteaga (18 de enero de 1925 - 30 de enero de 1950)
- Hilario Etayo Esparza (30 de enero de 1950 - 3 de febrero de 1962)
- Mariano Carlón Maqueda (3 de febrero de 1962 - 9 de febrero de 1963)
- Joaquín del Olmo Basterrechea (9 de febrero de 1963 - 30 de marzo de 1968)
- Félix Huarte Goñi (30 de marzo de 1968 - 23 de febrero de 1972)
- Jesús Huarte Beaumont (23 de febrero de 1972 - 2 de junio de 1973)
- Javier Donezar Sarasibar (2 de junio de 1973 - 30 de junio de 1982)
- José Luis Zufía (30 de junio de 1982 - 26 de septiembre de 1984)
- Luis Morales Améztegui (23 de octubre de 1984 - 10 de abril de 1986)
- Fernando Benito Capitán (10 de abril de 1986 - 15 de enero de 1993)
- José Juan Noguera Palau (15 de enero de 1993 - 26 de abril de 1996)
- Juan José Pérez-Alfaro Prat (26 de abril de 1996 - 24 de febrero de 1999)
- Mercedes Irujo Echávarri (24 de febrero de 1999 - 30 de junio de 2005)
- Javier Orella de Anitua (30 de junio de 2005-21 de marzo de 2012)
- Joaquín Jabat Churio (21 de marzo de 2012-1 de marzo de 2016)
- Daniel Sánchez Riveros (1 de marzo de 2016-27 de marzo del 2024)
- Alberto Ilarregui Miranda (27 de junio del 2024 actualmente presidente)